# Hampstead Heath

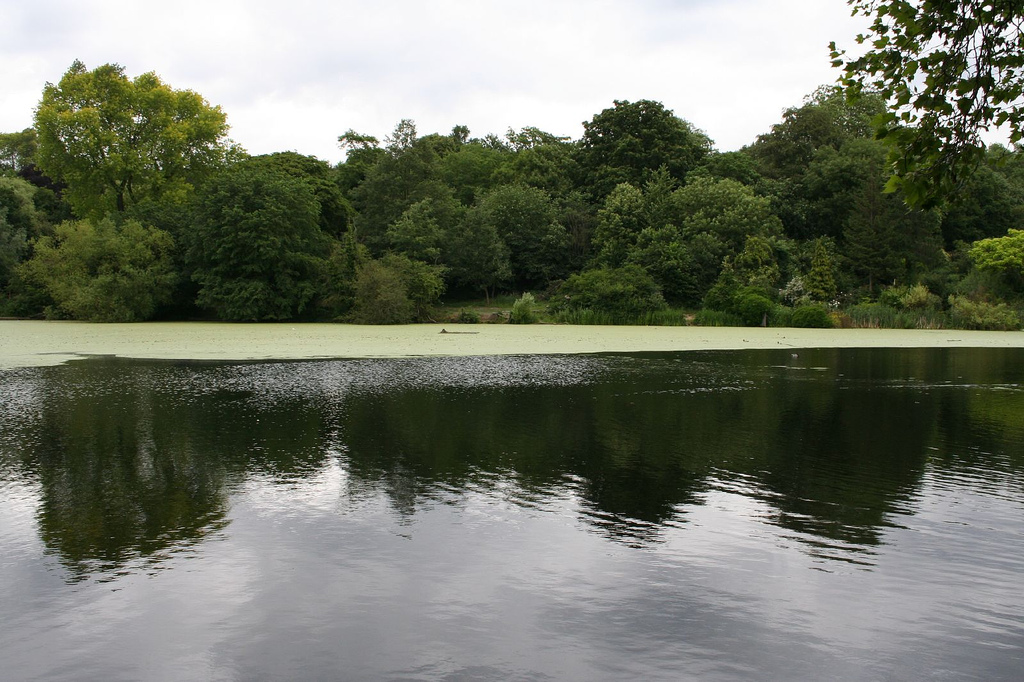
Sjö i parken.

Hampstead Heath är ett av Londons största park- och grönområden med sina 3,2 km², beläget i norra London. Parken innehåller bland annat skogar, ängar, kullar, dammar och sjöar. Södra delen förvandlas tre helger om året till ett nöjesfält.
I parkens ena hörn ligger Kenwood House, berömt för sin nyklassicistiska arkitektur och sin fina konstsamling innehållande verk av bland andra Jan Vermeer och Rembrandt.
I södra delen av parken ligger Parliament Hill, en känd utsiktsplats varifrån man har en god vy över Londons "skyline", dvs skyskraporna i City och Docklands och andra prominenta byggnader i den centrala delen av staden. Flera brittiska tv-serier har haft olika scener inspelade på just Parliament Hill.  London Undergrounds Northern Line passerar parken: närmaste stationer är Belsize Park och Hampstead. 